# Gaëlle Cheysson
Pour les articles homonymes, voir Cheysson.
Gaëlle Cheisson est une joueuse internationale de rink hockey née à Barbezieux-Saint-Hilaire.

## Biographie
En 1991, elle participe à la première édition du championnat d'Europe. Au cours de cette compétition, elle ne marque aucun but.
Des joueuses sélectionnées avec elle, Sandrine Vitrac, Anne Sajoux, Zakia Hammoumi, Delphine Lamothe, Lisette Esteves, Sophie Seguineau, Laurence Grenier, Véronique Jean, Lætitia Philippon, aucune ne sera de nouveau sélectionnée.

## Palmarès
- 8e championnat d'Europe (1991)